# John Coates (tenore)
John Coates (Bradford (Girlington), 29 giugno 1865 – Northwood, 16 agosto 1941) è stato un tenore inglese che cantava l'opera e l'oratorio ed in concerto. Il suo repertorio spaziava da Bach e Purcell, fino ad opere contemporanee e abbracciava i ruoli principali di heldentenor nelle opere di Richard Wagner. Per più di 40 anni, con una sola interruzione di quattro anni per il servizio militare durante la prima guerra mondiale, superò i limiti di una voce che non era naturalmente ampia, impressionando gli ascoltatori con la sua intensa espressione artistica, la dizione vivace, la versalità musicale ed una presenza scenica memorabile.

## Biografia
Coates trascorse un po' di tempo nel continente europeo, fece tournée in Australia e in Sudafrica nel 1912–13 e si esibì in Nord America negli anni 1890 e ancora nel 1925. Si esibì più spesso tuttavia nel suo paese natale e divenne una figura amata nei festival regionali dell'Inghilterra. Il sogno di Geronte di Elgar era una delle sue specialità. Dopo il 1921 limitò le sue esibizioni ai concerti ed ai recital, acquisendo ancora un vasto repertorio, ma sostenendo i compositori inglesi. Una disputa con gli editori di musica sui diritti d'autore rannuvolò i suoi ultimi anni.

## Formazione e carriera come baritono
John Coates nacque a Girlington, Bradford. Proveniva da una famiglia di musicisti da entrambe le parti e da molte generazioni. Frequentò la Bradford Grammar School, dove Frederick Delius era suo contemporaneo (leggermente più giovane). La sua prima esperienza di canto arrivò come corista in un coro di chiesa (sotto la direzione di suo padre), dove imparò l'importanza dell'accento nel canto dall'esecuzione del canto gregoriano. Studiò canto con più insegnanti: nello Yorkshire con J. G. Walton, Robert Burton e il Dr. J.C. Bridge, a Londra con W. Shakespeare e T.A. Wallworth e a Parigi con Jacques Bouhy.
Coates iniziò la sua carriera come baritono. Apparve per la prima volta come Valentin nel Faust di Gounod, come dilettante, con la Carl Rosa Opera Company a Manchester e Liverpool. Dopo un ulteriore addestramento, fu ingaggiato dalla D'Oyly Carte Opera Company per la sua tournée del 1894, inizialmente interpretando il ruolo baritonale di Mr. Goldbury in Utopia Limited nella produzione americana originale. Creò poi il ruolo di Baron van den Berg in Mirette con D'Oyly Carte al Savoy Theatre; seguirono altre tournée e lasciò la compagnia nel 1895. Coates cantò poi in commedie musicali edoardiane a Londra e in tournée negli Stati Uniti. Presentò anche la canzone di Arthur Sullivan, "The Absent-Minded Beggar" all'Alhambra Theatre nel 1899.

## 1900-1916 in opera e tournée
Verso la fine degli anni '90 Coates lasciò il palcoscenico per un'operazione chirurgica alle corde vocali e per successivi studi e riapparve come tenore di opera leggera nel 1899-1900 al Globe Theatre di Londra. Apparve per la prima volta al Globe Theatre in The Gay Pretenders nel novembre 1900 e poi al Covent Garden Opera House per creare il ruolo di Claudio nell'opera in quattro atti di Charles Villiers Stanford Much Ado About Nothing nel 1901. Qui fu in un'entusiastica compagnia con Marie Brema (Beatrice), David Bispham (Benedick), Suzanne Adams (Eroe), Pol Plançon e Putnam Griswold, sebbene la stampa non abbia apprezzato molto il valore del lavoro o dei loro sforzi. A questo seguì Faust di Gounod, questa volta nel ruolo del protagonista. Lo stesso anno apparve anche alla Gürzenich-Orchester Kölner Philharmoniker a Colonia e a Lipsia.
Coates divenne uno dei cantanti di festival più popolari in Inghilterra, cantando al Festival Triennale di Leeds nel 1901 e interpretando l'"oratorio" di Elgar Il sogno di Geronte a Worcester nel 1902, seguito da numerose altre opere di Elgar. Nel 1902 fu ascoltato ai teatri lirici reali di Berlino e Hannover e nel 1906 in locali importanti di Dresda, Amburgo, Francoforte, Mannheim e Parigi, oltre al Festival di Cincinnati di maggio. Cantò per le stagioni inglesi della Moody-Manners Company al Covent Garden nel 1907 e 1908. Coates prese parte alla prima esecuzione (come concerto) del 1908 di The Wreckers di Ethel Smyth, con Blanche Marchesi, sotto la direzione di Arthur Nikisch al Queen's Hall e nella produzione di Thomas Beecham della stessa opera all'Her's Majesty Theatre un anno dopo. Apparve con la compagnia Carl Rosa nel 1909. Coates è stato un Don Jose di successo a Londra nella Carmen di Bizet. Fu con la Compagnia di Beecham per le stagioni primaverili, estive e invernali del 1910, in cui la brillante produzione de I racconti di Hoffmann' di Offenbach dovette il suo successo principalmente a lui e apparve anche in un'interpretazione eccezionalmente romantica di Pedro in Tiefland di Eugen d'Albert. Nel 1911-13 fece una tournée con la Quinlan Opera Company nelle province dell'Inghilterra, in Australia e in Sudafrica.
Nonostante la sua mancanza di potenza vocale pura, Coates era ancora considerato tra i migliori tenori wagneriani inglesi, specialmente come Siegfried e Tristano, a causa della forza della sua musicalità, della sua evidente intelligenza e del suo impressionante portamento sul palco. Prima della prima guerra mondiale apparve anche a Londra come Lohengrin, Tannhäuser e Tristano. Cantò spesso in concerti di Wagner ed apparve come Parsifal in spettacoli di concerti d'opera. Cantò anche Lohengrin a Colonia e nel 1911 eseguì i due Sigfrido sia nel Sigfrido che ne Il crepuscolo degli dei per la Denhof Opera Company sotto la direzione di Sir Thomas Beecham, apparendo accanto al Wotan di Frederic Austin.

## 1901-1916 nei festival e oratori
L'anno 1901 vide il primo impegno di John Coates in un festival inglese, a Leeds e in seguito fu in tutti i principali festival inglesi, in particolare a Worcester, Brighton e Norwich e al Crystal Palace. Nel novembre 1900 apparso sotto Henry Wood nel Memorial Concert per Arthur Sullivan alla Queen's Hall in The Golden Legend, al fianco di Lillian Blauvelt, Louise Kirkby Lunn e David Ffrangcon-Davies.
Fu ammirato soprattutto in Il sogno di Geronte, in cui ebbe come collega il tenore di origine inglese Gervase Elwes che si guadagnò il primo posto nella stima del pubblico inglese. Nel 1902 al Festival di Sheffield cantò Geronte sotto la bacchetta dello stesso Elgar con Marie Brema e Ffrangcon-Davies e con gli stessi solisti sotto la direzione di Henry Wood alla Queen's Hall, con la London Choral Society, nel febbraio del 1904. Fu scelto per apparire al Festival della musica di Elgar sotto Hans Richter alla Royal Opera House, Covent Garden, eseguendo Geronte il 14 marzo 1904 con Kirkby Lunn e Ffrangcon-Davies e poi con Agnes Nicholls, Kennerley Rumford e Andrew Black in The Apostles il 15 marzo dello stesso anno.
Elgar, scrivendo a Frank Schuster nel 1905, voleva ascoltare Coates cantare nella scena dei "Tre Re Santi" dal Weihnachtsmysterium di Wolfrum. Geronte fu eseguito con la formazione del 1904 sotto la direzione di Henry Wood nella sua stagione del 1906. Quindi Frederic Austin fu il Sacerdote e l'Angelo dell'Agonia accanto all'Anima di Coates ai Festival di Southport (1906) e Birmingham (1909) ed a Manchester (1908). Nel 1907, in una lettera, Elgar scrisse di lui: "L'arcivescovo cantato da John è stato il più grande successo e una gioia da vedere"'
Il commentatore di canto classico Michael Scott (che, per inciso, definisce Coates "uno dei migliori cantanti inglesi nelle registrazioni") fa notare in The Record of Singing che il suo repertorio era eccezionalmente ampio e includeva il Messiah e Baldassar di Händel, St Paul ed Elia di Mendelssohn, la Passione secondo Matteo di Bach, King Olaf di Elgar e The Promised Land di Saint-Saëns. John Coates e Gervase Elwes erano grandi amici e Coates sostituì Elwes indisposto in (almeno) un'occasione a Gloucester. In un'altra occasione, a Worcester nel 1911, a Elwes (un cattolico romano) fu ingaggiato per cantare Geronte, ma quando gli fu detto che il nome di Maria Madre di Gesù doveva essere escluso dal testo (per cantare, "Gesù, prega per me" invece di "Maria" ecc. ed altre assurde sostituzioni e tagli) sull'insistenza del Decano e del Capitolo, si rifiutò di esibirsi e Coates fu chiamato a rimpiazzarlo. Coates eseguì la Messa in si minore di Bach nel Festival di aprile del 1915 presso la Queen's Hall, sotto Henri Verbrugghen.

## Servizio militare e carriera successiva
In seguito Coates partecipò per quattro anni al servizio di guerra in Francia come capitano del Reggimento Yorkshire (1916-1919). Nel marzo del 1919 segnalò il suo ritorno alla musica dando il primo di una lunga serie di recital di canzoni inglesi, con Anthony Bernard al pianoforte, alla Queen's Hall. In queste esibizioni i suoi programmi, il suo entusiasmo per il lavoro, la sua dizione e la sua caratterizzazione furono intensamente ammirati.
Nel 1921 apparve di nuovo in un'opera lirica come Don José nella Carmen e come Lohengrin per Carl Rosa al Covent Garden, ma da allora in poi dedicò la maggior parte dei suoi sforzi all'esecuzione di concerti. Nel 1921 cantò Geronte alla riunione commemorativa per Gervase Elwes alla Royal Albert Hall con la Royal Choral Society. ("Ha cantato meravigliosamente", secondo il Sunday Times, una cosa coraggiosa da fare poiché nelle sue stesse parole ha ritrovato l'improvvisa morte di Elwes in un incidente ferroviario "troppo scioccante, troppo sconcertante da concepire. Mi ha colpito fino nel profondo della mia natura... mi ha messo in ginocchio.") Dal 1920 iniziò a specializzarsi in recital di canzoni; ogni anno ne dava diversi, favorendo le esibizioni interamente in inglese e sostenendo i compositori inglesi, ma attingendo anche al repertorio tedesco e alle canzoni francesi. Nel 1922 Roger Quilter, che aveva scritto molto per Elwes e aveva lavorato a stretto contatto con lui, dedicò la sua "canzone del mattino" (Thomas Heywood) a Coates, una delle sue miniature più vibranti e caratteristiche, anche se Coates non ne fece la prima esibizione.
Con l'affacciarsi degli anni '20 Coates affrontò la concorrenza in casa di una generazione emergente di tenori britannici guidata da Walter Widdop e Heddle Nash. Fece energiche tournée all'estero e nel 1925 fece la sua grande tournée in Nord America, comprendendo nel suo itinerario il Canada e gli Stati Uniti. Per questo viaggio il suo solito compagno di pianoforte, Berkeley Mason, non era disponibile. Trovò invece Gerald Moore, allora giovane accompagnatore all'inizio della sua carriera. Moore aveva spesso ascoltato i recital di Coates al Chelsea Town Hall, ma fu tramite il baritono australiano Peter Dawson (con il quale Moore era stato in tournée) che avvenne il contatto. Una volta stabilito il contatto, Moore divenne l'unico accompagnatore di Coates per quattro o cinque anni. Moore dedica un capitolo delle sue memorie a Coates. Trovava il tenore un duro capo, ma uno che lo trasformò da un mediocre accompagnatore in un artista con una piena comprensione dei doveri e delle possibilità del ruolo dell'accompagnatore, consapevole della necessità di essere un partecipante completo in ogni sfumatura e accento vivente della musica. Moore riteneva che Coates avesse gettato le basi di tutto ciò che era veramente eccellente nel suo lavoro. In effetti, Coates gli aveva detto che il tour americano lo avrebbe "ucciso o curato" e considerava il risultato una "cura". La collaborazione tra Coates e Moore alla fine si dissolse per un disaccordo sul compenso per le prove, anche se nel 1929 furono ripianate alcune incrinature nell'amicizia.
Come i tenori britannici suoi famosi predecessori Sims Reeves ed Edward Lloyd Coates aveva una moglie notoriamente protettiva. Moore si riferisce alla vita domestica di Coates come serena, con una sposa adorabile, figli e figlie; ma pensava che nonostante il buon umore di Coates, non era una persona felice perché era troppo preoccupato. Coates ebbe anche mal di testa finanziari. Sprecò una grande quantità di denaro in una causa legale avviata contro la Performing Right Society, in cui sosteneva che non avrebbe dovuto pagare una royalty per eseguire musica in pubblico che gli era stata portata in manoscritto e che quindi, accettando di cantarla, Coates aveva incoraggiato gli editori a pubblicare. Perse la causa e per molto tempo tutto ciò occupò la sua mente e depauperò le sue finanze, anche se rifiutò le offerte di sostegno finanziario di altri cantanti. Negli ultimi anni pensò di tornare sul palco ed iniziò a dimagrire, ma fu colpito da anemia ed era sempre costretto a letto, frustrato per non essere stato in grado di aiutare il suo paese mentre defragrava la seconda guerra mondiale. Nel luglio del 1940 Gerald Moore presentò una trasmissione di mezz'ora in omaggio al loro lavoro insieme e ricevette un'ultima lettera da lui di amicizia e gratitudine.
Coates morì a Northwood, Londra nel 1941, all'età di 76 anni.

## Reputazione
Il direttore d'orchestra Sir Thomas Beecham osservò di lui: "Coates è stato una della mezza dozzina di personalità artistiche più interessanti dell'epoca in Inghilterra - scrupolosa, meticolosa e coscienziosa in tutto ciò che ha tentato. Il suo aspetto sul palco era nobile e animata e la sua voce, sebbene di moderata potenza, era flessibile ed espressiva. La sua dizione era ammirevole e il suo modo di cantare in inglese era un vero piacere per l'orecchio. Nel 1924 Eaglefield Hull scrisse: "Si unisce a una bella voce da tenore, ampia cultura, perfezione della declamazione vocale e alti risultati drammatici".
Del suo repertorio concertistico Gerald Moore scrisse: 'C'è mai stato un cantante con un repertorio più ampio...? Era ugualmente a suo agio nel lied di Beethoven, Schubert e Schumann come lo era con le prime canzoni inglesi di Arne, Byrd e Purcell; era un sostenitore delle canzoni di Bax, Ireland, Howells, Warlock ed era al passo con la scuola più giovane; le cantate di Weckerlin, Bruneau, Lully, uscivano leggere e facilmente dalla sua lingua come facevano Fauré e Duparc. In Germania lo chiamarono il Siegfried e Lohengrin ideale. Aveva cantato in molti ruoli alla Royal Opera House, Covent Garden, sotto la guida di Sir Thomas Beecham ed è un punto controverso se lui o Gervase Elwes siano stati il miglior Geronte di quell'epoca".

## Incisioni
John Coates incise dapprima per la British Gramophone Company, a partire dal 1907. Successivamente realizzò dischi per la Columbia Records (inclusi dischi con il procedimento di registrazione elettrica). Le sue registrazioni acustiche del 1907-1915 comprendevano:
Gramophone Company, cataloghi inglese e italiano:
- 3-2910 Take a pair of sparkling eyes, da The Gondoliers (Sullivan). 1907
- 3-2911 John's wife (Roeckel). 1907
- 3-2963 Eldorado (Mallison). 1908
- 3-2968 There is a flower that bloometh, da Maritana (Vincent Wallace). 1908
- 3-2984 At the mid hour of night (Cowen). 1908
- 3-2985 Green grow the rashes, O. 1908
- 4-2552 Ninetta (Brewer). 1915 (E34)
- 4-2614 O may my dreams come true (Fothergill). 1915 (E34)
- 02092 Cielo e mar, da La Gioconda (Ponchielli). 1907
- 02100 Dai campi, dai prati, da Mefistofele (Boito). 1907
- 02108 Addio di Lohengrin, da Lohengrin (Wagner). 1907
- 02109 Racconto di Lohengrin, da Lohengrin (Wagner). 1907
- 02111 Come into the garden, Maud (Balfe). 1907
- 02144 Celeste Aida, da Aida (Verdi). 1908
- 02145 Watchman's scene, da Hymn of Praise (Mendelssohn). 1908
- 02172 Too late! (Atkins). 1909
- 02584 In the Dawn (Elgar). 1915
- 052219 Cielo e mar, da La Gioconda (Ponchielli). 1908
- 052223 Giunto sul passo estremo, da Mefistofele (Boito). 1908

## Immagini
- In Kobbe 1922: John Coates come Sigfrido (p195), Tristano (p229) e Dick Johnson (La Fanciulla del West, Puccini)(p675).
- In Scott 1979: ritratto di John Coates, Pl 125 (p171).
- In Lee-Browne 1999: John Coates come Hoffmann, Plate vii.